# Trondenes
Trondenes er en bydel nord for Harstad. Trondenes var tidligere et eget herred i Troms fylke, oprettet i 1838. Stortinget vedtog ved lov af 9. juni 1903 at Harstad skulle adskilles fra Trondenes som en egen bykommune fra 1. januar 1904. I 1926 blev også de nye kommunene Sandtorg og Skånland adskilt fra Trondenes. I 1964 blev Trondenes, sammen med Sandtorg, indlemmet i Harstad kommune.

## Historie
Bjarkøy og Trondenes var viggige politiske centre fra slutningen af vikingtiden og gennem middelalderen. Begge steder var høvdingsæder i vikingtiden og er knyttet til historisk kendte personer som Asbjørn Selsbane og Tore Hund. Området var også et af landsdelens tættest befolkede områder.
Trondenes Kirke fra ca. 1250 er verdens nordligste stenkirke fra middelalderen. Den står på et af Hålogalands tidligste og vigtigste kirkesteder. Bygningen blev påbegyndt ca. 1190. Dens høje placering gør den til et iøjnefaldende landemærke ved indsejlingen til Harstad. Den er synlig fra de fleste højdedrag i et stort område. Den er fortsat i brug som sognekirke.
Da dampskibene oprettede rutetrafik langs kysten, blev Trondenes et fast anløbssted. I 1844 blev anløbsstedet flyttet til Harstadhamn, og fra 1848 blev Harstadsjøen ekspeditionssted. Dette var første trin mod udviklingen af Harstad som by.
Den nordligste del af Trondenes domineres af et stort, militært område som har gået under navnene Harstad Festning og Trondenes Fort og har også huset en befalingsmandsskole for Infanteriet i Nord-Norge. Trondenes Fort blev anlagt i 1943 af den tyske besættelsesmagt og blev bestykket med fire af verdens største landbaserede kanoner. "Adolfkanonerne" kan besøges af turister.
Krigsfangelejren på Trondenes
1942 begyndte arbejdet med at bygge Trondenes Fort. Det grove arbejde blev udført af tilfangetagende sovjetiske soldater, som var i strid med folkeretten. For dem blev det i 1943 bygget en baraklejr af finér. Mange af fangerne omkom. De russiske fanger som var i lejren da befrielsen kom, rejste selv mindesmærket over deres døde kammerater i sommeren 1945. Fangerne mente at 800 omkom under forfærdelige forhold i tysk fangenskab på Trondenes. I sommeren 1951 blev 403 grave fundet og flyttet fra gravstedet ved Trondenes kirke til Tjøtta internasjonale krigskirkegård i regionen Helgeland. Fangene blev brugt til regulært slavearbejde, både på det militære område på Trondenes og andre steder i Harstad. Der fandtes flere fangelejre i Harstad og omegn under den anden verdenskrig. Lejren på Trondenes var den største med op til 1200 fanger. I tiden mellem 1945 til 1951 boede over 2000 tvangsevakuerede fra Nord-Troms og Finnmark her mens de ventede på at kunne rejse hjem igen.
Se også: Sovjetiske fanger i Norge under 2. verdenskrig

## Seværdigheder
Trondenes er Harstad kommunes tusenårssted, blandt andet med bygninger fra gammel og ny tid, og med flere fortidsminder.
- Trondenes Fort blev anlagt af tyskerne under 2. Verdenskrig i 1943, som en del af atlanterhavsvolden og blev bestykket med fire af verdens største landbaserede kanoner – 40,6 cm i kaliber. Kanonbatteriet, som fik navnet Batterie Theo, skulle sammen med det tilsvarende batteri med navnet Dietl ved adgangen til Vestfjorden, beskytte indsejlingerne til Narvik og dermed sikre den tyske import af jernmalm fra Kiruna i Sverige.
- Trondenes Historiske Center ligger 3 km nord for Harstad centrum. Museet viser lokalhistorien fra en fjern fortid og frem til moderne tid med hovedvægt på vikingtid og middelalder. Der er også udstillinger om 2. verdenskrig og den sovjetiske krigsfangelejr på Trondenes.